# Lista de vice-governadores do Piauí

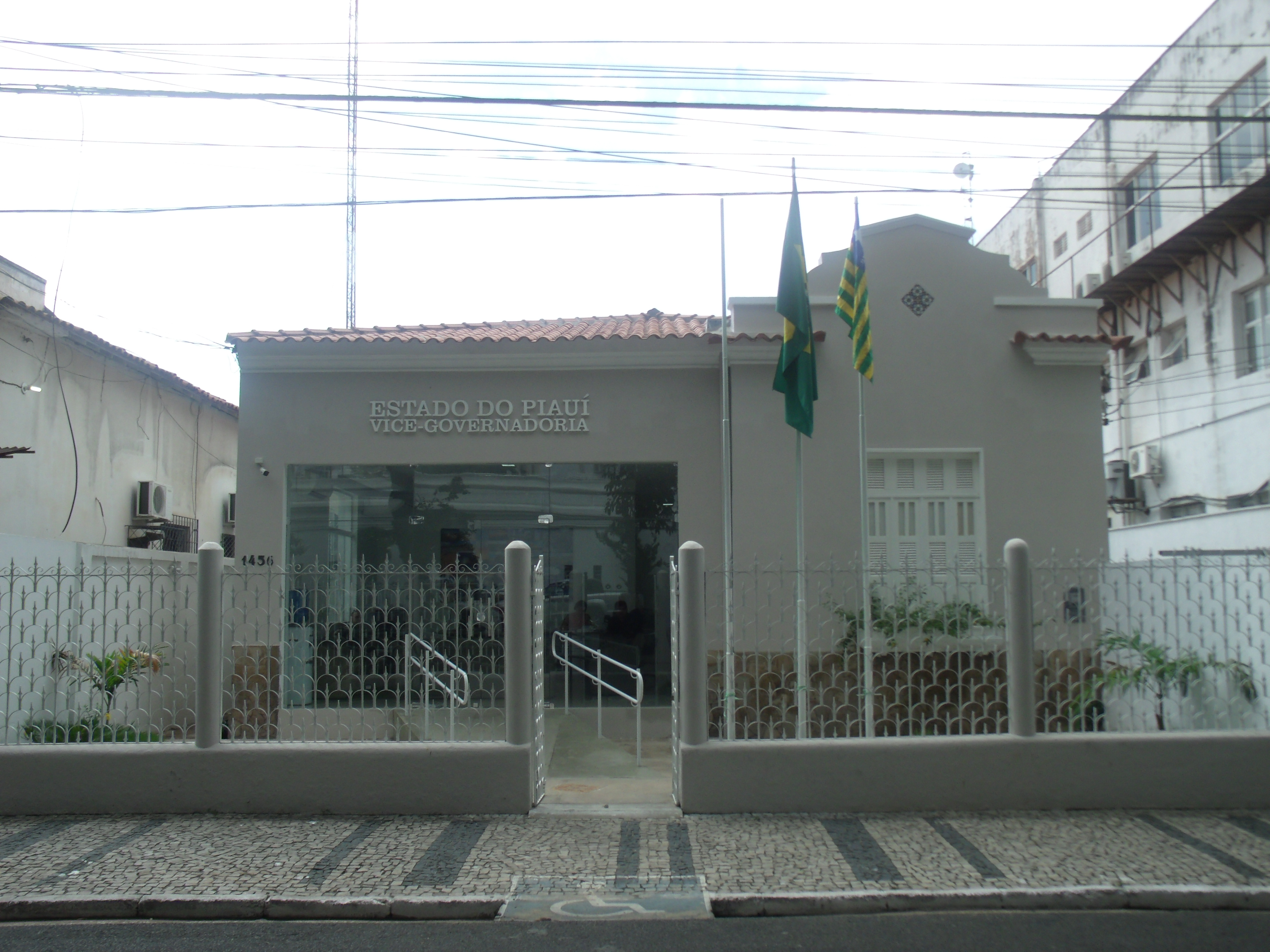
Palacetinho vice-governadorial do Piauí.

Esta é a lista de vice-governadores do estado do Piauí no pós-Estado Novo.
| Ordem | Lista de vice-governadores do Piauí   | Início do seu mandato  | Fim do seu mandato    | Cidade onde nasceu  | Unidade federativa | Notas de rodapé       | Referências          |
| 01    | Osvaldo da Costa e Silva              | 28 de abril de 1947    | 31 de janeiro de 1951 | Amarante            | Piauí              | [ nota 1 ]            | [ 1 ]                |
| 02    | Tertuliano Milton Brandão             | 31 de janeiro de 1951  | 25 de março de 1955   | Pedro II            | Piauí              | [ nota 2 ]            | [ 2 ]                |
| 03    | Francisco Ferreira de Castro          | 25 de março de 1955    | 25 de março de 1959   | Floriano            | Piauí              | [ nota 2 ]            | [ 3 ]                |
| 04    | Tibério Barbosa Nunes                 | 25 de março de 1959    | 3 de julho de 1962    | Oeiras              | Piauí              | [ nota 2 ] [ nota 3 ] |                      |
| 05    | João Clímaco d'Almeida                | 25 de março de 1963    | 12 de agosto de 1966  | Teresina            | Piauí              | [ nota 2 ]            | [ 4 ]                |
| 06    | João Clímaco d'Almeida                | 12 de setembro de 1966 | 14 de maio de 1970    | Teresina            | Piauí              | [ nota 4 ] [ nota 3 ] | [ 4 ]                |
| 07    | Sebastião Rocha Leal                  | 15 de março de 1971    | 15 de março de 1975   | Uruçuí              | Piauí              | [ nota 5 ]            | [ 5 ]                |
| 08    | Djalma Martins Veloso                 | 15 de março de 1975    | 14 de agosto de 1978  | Valença do Piauí    | Piauí              | [ nota 3 ]            | [ 5 ]                |
| 09    | Waldemar de Castro Macedo             | 15 de março de 1979    | 15 de março de 1983   | São Raimundo Nonato | Piauí              |                       | [ 5 ]                |
| 10    | José Raimundo Bona Medeiros           | 15 de março de 1983    | 14 de maio de 1986    | União               | Piauí              | [ nota 3 ]            | [ 5 ]                |
| 11    | Lucídio Portela Nunes                 | 15 de março de 1987    | 31 de janeiro de 1991 | Valença do Piauí    | Piauí              | [ nota 6 ]            | [ 6 ]                |
| 12    | Guilherme Cavalcante de Melo          | 15 de março de 1991    | 2 de abril de 1994    | Teresina            | Piauí              | [ nota 3 ]            | [ 7 ]                |
| 13    | Osmar Antônio de Araújo               | 1º de janeiro de 1995  | 1º de janeiro de 1999 | Picos               | Piauí              |                       |                      |
| 14    | Osmar Ribeiro de Almeida Júnior       | 1º de janeiro de 1999  | 6 de novembro de 2001 | São Paulo           | São Paulo          | [ nota 7 ]            | [ 8 ]                |
| 15    | Felipe Mendes de Oliveira             | 19 de novembro de 2001 | 1º de janeiro de 2003 | Simplício Mendes    | Piauí              | [ nota 8 ]            | [ 9 ]                |
| 16    | Osmar Ribeiro de Almeida Júnior       | 1º de janeiro de 2003  | 1º de janeiro de 2007 | São Paulo           | São Paulo          |                       | [ 8 ]                |
| 17    | Wilson Nunes Martins                  | 1º de janeiro de 2007  | 1° de abril de 2010   | Santa Cruz do Piauí | Piauí              | [ nota 3 ]            |                      |
| 18    | Antônio José de Moraes Souza Filho    | 1º de janeiro de 2011  | 3 de abril de 2014    | Parnaíba            | Piauí              | [ nota 3 ]            |                      |
| 19    | Margarete de Castro Coelho            | 1º de janeiro de 2015  | 1º de janeiro de 2019 | São Raimundo Nonato | Piauí              |                       | [ 10 ]               |
| 20    | Maria Regina Sousa                    | 1º de janeiro de 2019  | 31 de março de 2022   | União               | Piauí              | [ nota 9 ] [ nota 3 ] | [ 11 ] [ 12 ] [ 13 ] |
| 21    | Themístocles de Sampaio Pereira Filho | 1° de janeiro de 2023  | em exercício          | Teresina            | Piauí              |                       |                      |

Legenda
| Cor           | Significado                                                                                 |
| Verde         | Mandatários eleitos por votação direta ou indireta (por escolha da Assembleia Legislativa). |
| Amarelo       | Mandatários eleitos indiretamente segundo as regras do Regime Militar de 1964.              |
| Azul turquesa | Vice-governador empossado após decisão do Tribunal Superior Eleitoral.                      |